# Ковмир, Николай Иванович
Никола́й Ива́нович Ковми́р (30 июня 1947, Свердловск — 29 января 2000, Санкт-Петербург) — советский артист балета, балетный педагог. Народный артист РСФСР (1983).

## Биография
Родился в Свердловске 30 июня 1947 года.
В 1966 году окончил Киевское хореографическое училище (педагог Владимир Денисенко); в 1970 году — класс усовершенствования Ленинградского хореографического училища (педагог Александр Пушкин).
В 1966—1968 годах работал в Харьковском театре оперы и балета.
В 1969 году получил 3-ю премию Международного конкурса артистов балета в Москве, после чего был переведён в Ленинград в Театра оперы и балета имени Кирова. В 1970—1994 годах — солист балетной труппы ленинградского Театра им. Кирова.
С 1979 года преподавал в Ленинградском хореографическом училище.
В 1987 году окончил балетмейстерское отделение Ленинградской консерватории (педагог Никита Долгушин).
В последние годы тяжёлая болезнь позвоночника и неизлечимый рассеянный склероз приковали его к постели.
Скончался 29 января 2000 года.
Дочь Екатерина тоже стала балериной в Мариинском театре после окончания Академии Вагановой по классу Улаленковой, танцевала в кордебалете, Мирту в «Жизели», повелительницу дриад в «Дон Кихоте», фею Сирени в «Спящей красавице», затем покинула Россию, уехав с семьёй во Францию после конкурса Майи Плисецкой по приглашению Пьера Лакотта. Продолжила танцевать в национальных театрах Франции, сейчас преподаёт в Консерватории пригорода Парижа.
Критика называет его одним из блистательных артистов балета времени, наделенным необычайным актёрским мастерством, чей талант оказался мало востребован и не раскрылся в полную силу: «На первый взгляд Ковмир не сделал блестящей карьеры. Но произошло это только потому, что в 1970—1980-е — годы его расцвета — выстроить блестящие балетные карьеры русским удавалось только на Западе. <…> Ковмир не прижился в академическом пантеоне. Его виртуозные танцы смущали модернистской остротой. Порывшись в вековом репертуаре, амплуа для него все-таки отыскали: гротеск. Ковмиру достались все шуты, цирюльники, злые колдуны, восточные рабы».
Балетная энциклопедия писала о Николае Ковмире: «Классический танцовщик мужественного плана, в 1980-е гг. постепенно перешёл на исполнение танцевально-драматических и мимических ролей, которые у него отличаются эмоциональностью и яркой характерностью».
Критик Вера Красовская об исполнении Ковмиром партии Бриаксиса в балете «Дафнис и Хлоя»: «Исполнитель партии Бриаксиса артистично передает натиск разгневанной природы. Стремительные движения рассекают пространство, то забрасывая Бриаксиса в воздух, то швыряя оземь, перекатывая, отдирая от найденной точки опоры. Ковмир сохраняет крепость вертикальной линии тела и шеи до вытянутых в прыжке носков и всё же вибрирует корпусом так, что кажется — ветер закинул его ввысь и безжалостно теребит, треплет там».

## Исполненные партии
- 1972 — «Зачарованный принц», балетмейстер О. М. Виноградов — Шут (первый исполнитель)
- 1973 — «Корсар», редакция К. М. Сергеева — Купец (первый исполнитель постановки)
- 1976 — «Левша», балетмейстер К. М. Сергеев — Левша
- 1977 — «Тиль Уленшпигель», балетмейстер В. Н. Елизарьев — Инквизитор (первый исполнитель)
- 1978 — «Собор Парижской богоматери», балетмейстер Р. Пети — Квазимодо (первый исполнитель)
- 1979 — «Пушкин», балетмейстеры Н. Д. Касаткина и В. Ю. Василёв — Пугачёв (первый исполнитель)
- 1980 — «Ревизор», балетмейстер О. М. Виноградов — Городничий (первый исполнитель)
- 1981 — «Ангара», балетмейстер В. А. Бударин — Виктор (первый исполнитель)
- 1981 — «Конёк-Горбунок», балетмейстер Д. А. Брянцев — Иван (первый исполнитель постановки)
- 1982 — «Страница прошлого», балетмейстер Д. А. Брянцев — Солдат (первый исполнитель)
- 1983 — «Вечер современной хореографии», хореографическая миниатюра «Шаман» на музыку Б. Бартока, балетмейстер Д. А. Брянцев; первый исполнитель
- 1984 — «Асият», балетмейстер О. М. Виноградов — Али (первый исполнитель)
- 1991 — «Каменный цветок» Прокофьева, балетмейстер Григорович — Северьян (Театр им. Кирова)

Другие партии: Базиль («Дон Кихот»); Солор и Факир («Баядерка»), Конрад «Арлекинада»; Шут и Ротбарт («Лебединое озеро»), Ганс («Жизель»), фея Карабос («Спящая красавица»); Мэдж («Сильфида»), Гольфо («Неаполь»), Фрондосо («Лауренсия»), Гирей («Бахчисарайский фонтан» Б. В. Асафьева), Лаэрт («Гамлет»), Юноша («Ленинградская симфония»), Архонт («Икар»), Чёрт («Сотворение мира»), Ржевский («Гусарская баллада»), Бриаксис «Дафнис и Хлоя».

## Фильмография
- 1983 — «Диана и Актеон» (серия: «Звёзды русского балета») — в исполнении Татьяны Тереховой и Николая Ковмира
- «Бенефис Кургапкиной» — в исполнении с Нинелью Кургапкиной
- 1989 — «Женитьба Бальзаминова».
- 1992 — «Последняя тарантелла» — Стефано, муж Нунчи